# Піски (Бобровицька міська громада)
Пі́ски — село в Україні, у Бобровицькій міській громаді Ніжинського району Чернігівської області.  Центр старостинського округу. Місце походження поета Павла Тичини.

## Географія
Розташоване за 25 км від центру громади Бобровиці. В селі збереглися історичні назви місцевостей: Боднівка (від прізвища селянина Бодня), Гора, та інші. Кутки мають назви Вовча Нора, Волошинівка, Ворочок, Гирявенки, Миненки, Рябківка.

## Історія
Точна дата заснування села невідома. Ймовірно, що село засновувалось у середині XVII століття в період визвольної війни 1648—1657.
Згідно з «Генеральним слідством про маєтності Переяславського полку» 1730 село Піски (25 дворів) разом із містечком Басанню було вільним і ніколи не було в підданстві.
До 1783 село входило до Басанської сотні Переяславського полку. Належало до категорії «рангових сіл», що надавалися гетьманом і царем козацькій старшині «на ранг», як тимчасова винагорода за службу.
З 1782 р. — у складі Київського намісництва, з 1802 — у складі Козелецького повіту Чернігівської губернії.
У Описі Київського намісництва 1787 року у с. Пески Козелецького повіту мешкало 472 особи різного звання: державних людей, козаків і володільців — військового товариша Лашка .
1859 р. — 166 дворів, 1364 жителя, православна церква.
1897 р. — 414 дворів, 2309 жителів, дерев'яна Троїцька церква (1887), земська школа, яку закінчив поет Павло Тичина. Піски 1870-х років описані у творі Панаса Мирного «Хіба ревуть воли, як ясла повні?»[джерело?].
Комуністична окупація почалася 1918 року. 10 грудня 1924 р. Піски включені до Новобасанського району. 1931 р. людей, під страхом кримінального переслідування, загнали у перший колгосп «Краще життя». Закривши церкву, скинули куполи, зробили спочатку зерносховище, а потім — надбудували дах і зробили клуб. Після цього влада вдалася до терору голодом, відомого як геноцид українського народу 1932—1933 років. У селі зареєстровані випадки людоїдства, зокрема трагедія матері, яка вбила одне із своїх дітей і повісилася в лісі. Деморалізований сільський люд називав порятовану дитину «недоїдком».
28 грудня 1942 р. карателі російського козацького полку в складі німецької адміністрації, спровоковані партизанами НКВС СРСР (убито офіцера Вермахту), припустилася відплатної акції — вбили понад 800 пісківчан та спалили село, в тому числі приміщення, яке раніше було церквою. Це приміщення у 1930-х рр. було осквернено комуністами та перетворено спочатку на зерносховище, а потім — на клуб. У цьому клубі було спалено близько 300 осіб.
За рішенням бюро Чернігівського обкому Компартії України Піски визнано «партизанським селом», хоча партизанський загін до січня 1943 р. нараховував лише 7—8 осіб. У 2000-х рр. діти та онуки солдатів німецького полку, який був розташований у районі села в часи Другої світової війни, допомогли у відбудові православної церкви, яка належить до УПЦ КП.
З 1959 по 2020 роки село у складі ліквідованого Бобровицького району. Колгосп імені Павла Тичини, відділення зв'язку, середня школа (з 1968 р. носить ім'я Павла Тичини), фельдшерсько-акушерський пункт, ясла-садок, Будинок культури на 350 місць, бібліотека (10 тисяч одиниць зберігання), музей історії села, який у серпні 2010 р. перейменовано на «Пісківський історико-меморіальний музей Павла Тичини».
12 червня 2020 року, відповідно до розпорядження Кабінету Міністрів України № 730-р «Про визначення адміністративних центрів та затвердження територій територіальних громад Чернігівської області», увійшло до складу Бобровицької міської громади.
19 липня 2020 року, в результаті адміністративно-територіальної реформи та ліквідації Бобровицького району, увійшло до складу Ніжинського району Чернігівської області.
На початку російського вторгнення в березні 2022 року окупанти розграбували магазини та зайняли місцеву ферму, де сиділи два тижні.

## Політика

### Парламентські вибори, 2019
На позачергових парламентських виборах 2019 року у селі функціонувала окрема виборча дільниця № 740078, розташована у адміністративному приміщенні старостинського округу.
Результати
- зареєстровано 403 виборці, явка 68,24%, найбільше голосів віддано за «Слугу народу» — 40,23%, за Всеукраїнське об'єднання «Батьківщина» — 21,05%, за Радикальну партію Олега Ляшка — 12,41%[8]. В одномандатному окрузі найбільше голосів отримав Борис Приходько (самовисування) — 28,24%, за Сергія Коровченка (самовисування) — 20,61%, за Олега Дмитренка (самовисування) — 16,03%[9].

## Пам'ять про Павла Тичину
Іменем Павла Тичини названа загальносвітня школа в селі.
На території родинної садиби Тичин у 1972 році було створено музей історії села.
У 1981 р. була відбудована хата Тичин та встановлено пам'ятник поетові. У 2010 році рішенням районної ради музей перейменовано на «Пісківський історико-меморіальний музей Павла Тичини», але залишено історичний профіль закладу.
Родичі Павла Тичини (Тетяна та Роман Сосновські, Наталя Місевра, Володимир та Дмитро Тичини, Юрій Тичина) в кімнаті, яку займав шкільний музей Павла Тичини, створили галерею картин сучасного мистецтва, де представлені копії малюнків поета та близько 40 оригінальних робіт сучасних українських художників[джерело?].
З ініціативи Тетяни Сосновської на території школи в травні 2010 року закладена трояндова алея випускників і алея першокласників.
- 27 січня 2011 р. на відзначення 120-річчя Павла Тичини до сільської школи приїздила делегація, яку очолював М. В. Томенко.

- 14 травня 2011 р. в Пісках відбулося музично-поетичне свято до 120-річчя Павла Тичини «Живим вогнем своїм я грію»[11].

- 16 вересня 2011 р. на подвір'ї Пісківської школи імені Павла Тичини була висаджена трояндова алея. Ініціаторами цієї акції та її очільниками виступили Б. І. Олійник та Т. В. Сосновська.

- 14 вересня 2012 р. до 45-річчя пам'яті Павла Тичини в селі з ініціативи Літературно-меморіального музею-квартири П. Г. Тичини в м. Києві та за підтримки Міністерства культури України відбулася мистецька акція «Моє слово до Вас…» та було започатковано висадження алеї пам'яті Павла Тичини в центрі села, на вулиці, що носить ім'я поета.

## Пам'ятки та могили
- 1965 — неподалік від села споруджено обеліск в пам'ять партизанам.
- 1981 — поряд з майданом — у парку встановлені нові надгробки над могилами Марії Василівни та Григорія Тимофійовича — батьків Павла Тичини, а 2010 — відновлені хрести на їх могилах. Хрести реконструйовані за малюнком Павла Тичини з ініціативи та коштом родини Сосновських.
- 2008 — до роковин Голодомору 1932—1933 родиною Тетяни та Романа Сосновських встановлено Хрест пам'яті, який освятив Єпископ Чернігівський і Ніжинський УПЦ КП Іларіон.
- На сільському цвинтарі поховані дві рідні сестри Павла Тичини — Оксана та Єфросинія.

## Люди
Уродженці села
- Головко Дмитро Андрійович (1933) — український поет і прозаїк.
- Євенко Андрій Федорович (1915—1991) — український радіожурналіст, заслужений артист УРСР, диктор українського радіо.
- Кривець Олександр Єлісейович — Герой Радянського Союзу.
- Сидоренко Іван Дмитрович (нар. 1931) — лікар, педагог, літературознавець, краєзнавець.
- Тичина Павло Григорович (1891—1967) — український поет, академік, Голова Верховної Ради УРСР, міністр освіти УРСР, директор інституту літератури ім. Т. Г. Шевченка АН УРСР, лауреат державних премій, Герой соціалістичної праці СРСР, музикант, диригент, художник, поліглот, перекладач, публіцист, благодійник, громадський діяч.

Особи, діяльність яких пов'язана з селом
- Погрібний Анатолій Григорович (1942—2007) — український літературознавець, письменник, критик і публіцист, політичний, культурний і громадський діяч. З лютого 1962 по липень 1964 року працював у середній школи в с. Піски вчителем історії та суспільствознавства.

Поховані
- Лєсков Олексій Семенович (1837—1909) — доктор медицини, брат російського письменника Миколи Лєскова. Місце поховання невідоме.
- Тичина Григорій Тимофійович — батько поета Павла Тичини, похований на парафіяльному кладовищі.
- Тичина Марія Василівна — мати поета Павла Тичини, похована на парафіяльному кладовищі.
- Тичина-Ноздріна Єфросинія Григорівна — сестра Павла Тичини, похована на пісківському кладовищі.
- Тичина-Коломієць Ксенія Григорівна, сестра Павла Тичини, похована на пісківському кладовищі.